# Improphantes djazairi
Improphantes djazairi är en spindelart som först beskrevs av Robert Bosmans 1985.  Improphantes djazairi ingår i släktet Improphantes och familjen täckvävarspindlar.
Artens utbredningsområde är Algeriet. Inga underarter finns listade i Catalogue of Life.